# Кестутіс Драздаускас
Кестутіс Драздаускас (лит. Kestutis Drazdauskas; нар. 18 березня 1970, Вільнюс) — литовський продюсер, режисер, актор та музикант.

## Життєпис
Кестутіс Драздаускас народився 18 березня 1970 року у Вільнюсі. У 1994 році закінчив Вільнюський університет. 
У 1995 році почав працювати в кіноіндустрії як асистент режисера. 
З 2003 року Кестутіс Драздаускас керує власною компанією «ARTBOX», яка продукує короткометражні та документальні фільми, також телевізійні рекламні ролики.
Кестутіс Драздаускас з 1991 року є учасником гурту «Skylė», у якому він грає на флейті.

## Фільмографія
| Рік       |     | Українська назва                      | Оригінальна назва                                                                                   | Роль                              |
| --------- | --- | ------------------------------------- | --------------------------------------------------------------------------------------------------- | --------------------------------- |
| 2019      | ф   | Замок                                 | Pilis (Литва)                                                                                       | продюсер                          |
| 2018      | ф   | Собібор                               | Собибор (Росія)                                                                                     | лінійний продюсер                 |
| 2017      | ф   | З піною у рота                        | Foam at the mouth / Ar Putam uz Lupam (Латвія, Литва, Польща)                                       | продюсер                          |
| 2017      | ф   | Зрадник                               | Зрадник (Україна)                                                                                   | продюсер                          |
| 2016      | ф   | Останній мешканець                    | Վերջին բնակիչը / Paskutinis gyventojas (Вірменія, Литва)                                            | продюсер                          |
| 2016      | ф   | Герой                                 | Герой (Росія)                                                                                       | продюсер                          |
| 2016      | с   | Токійський судовий процес             | Tokyo Trial (Японія)                                                                                | лінійний продюсер                 |
| 2016      | ф   | Дві ночі до ранку                     | 2 yötä aamuun (Фінляндія)                                                                           | співпродюсер                      |
| 2014      | ф   | Теванік                               | Tevanik / Թևանիկ (Вірменія, Литва)                                                                  | продюсер                          |
| 2013      | ф   | Санта                                 | Santa (Литва, Фінляндія)                                                                            | продюсер                          |
| 2012      | ф   | Листи Софії                           | Letters to Sofija / Laiškai Sofijai (Велика Британія, Литва)                                        | продюсер                          |
| 2011      | кф  | Рандеву                               | Rendezvous (Литва)                                                                                  | продюсер                          |
| 2010      | кф  | Отче наш                              | Tėve mūsų (Литва)                                                                                   | продюсер                          |
| 2009      | кф  | Вже відмінно, тільки трохи більше ... | Jau puiku, tik dar šiek tiek (Литва)                                                                | продюсер                          |
| 2008      | док | Дресирувальник жуків                  | Vabzdžių dresuotojas (Литва, Польща)                                                                | продюсер                          |
| 2001      | ф   | Амазонки та гладіатори                | Amazons and Gladiators (Австралія)                                                                  | перший асистент режисера          |
| 2006      | кф  | Танець хробака                        | Šokantis kirminas (Литва)                                                                           | продюсер                          |
| 2006      | кф  | Мій батько                            | Mano tėvas (Литва)                                                                                  | продюсер                          |
| 2006      | ф   | Дірінґ                                | Diringas (Литва)                                                                                    | продюсер                          |
| 2004      | кф  | Біле на блакитному                    | Baltos dėmės mėlyname (Литва)                                                                       | продюсер                          |
| 2003      | кф  | Неділя як вона є                      | Sekmadienis toks, koks yra (Литва)                                                                  | продюсер                          |
| 1999      | тф  | Арифметика диявола (фільм)            | The Devil's Arithmetic                                                                              | координатор асистент режисера     |
| 1999      | кф  | Офіцерський романс                    | Karininko romansas (Литва)                                                                          | продюсер                          |
| 1997—1999 | с   | Нові пригоди Робін Гуда               | The New Adventures of Robin Hood / Nouvelles aventures de Robin des bois, Les (Литва, США, Франція) | актор та перший асистент режисера |
| 1996      | ф   | Підводна течія                        | Undertow                                                                                            | другий асистент режисера          |